# Hans Böckler
Pour les articles homonymes, voir Böckler.
Hans Böckler (26 février 1875, Trautskirchen - 16 février 1951, Cologne) est un syndicaliste allemand, premier président de la Confédération allemande des syndicats reconstituée en 1949. Il occupe ce poste jusqu'à sa mort.

## Biographie
Il est enterré au cimetière de Melaten (Cologne).